# Lukenie
Lukenie eller Lokenye är en flod i Kongo-Kinshasa, som rinner ihop med Mfimi vid utflödet från Mai-Ndombesjön. Den rinner genom provinserna Sankuru, Kasaï och Mai-Ndombe, i den västra delen av landet, 400 km nordost om huvudstaden Kinshasa. En del av floden bildar gräns mellan Sankuru och Kasaï. Floden är med svårighet segelbar upp till Lodja, 900 km från sammanflödet med Mfimi, och i praktiken till Dekese, 570 km från sammanflödet. Den är mycket rik på fisk.